# Colona borneensis
Colona borneensis är en malvaväxtart som först beskrevs av Elmer Drew Merrill, och fick sitt nu gällande namn av Karl Ewald Maximilian Burret. Colona borneensis ingår i släktet Colona och familjen malvaväxter. Inga underarter finns listade i Catalogue of Life.